# Vladimir Vladimirovič Annenkov
Vladimir Vladimirovič Annenkov (Russia, 1936) è un geografo russo.
Nel 1975 divenne membro dell'Accademia delle scienze sovietica (l'odierna Accademia russa delle scienze) e poco dopo segretario del comitato geografico russo. Definì il termine noosfera come «prodotto della trasformazione della biosfera per influenza dell'azione delle società umane».